# San Antonio Cañada
San Antonio Cañada es una localidad del estado mexicano de Puebla. Es cabecera del municipio de San Antonio Cañada.

## Demografía
| Censo | Población |
| ----- | --------- |
| 1900  | 705       |
| 1910  | 667       |
| 1921  | 749       |
| 1930  | 918       |
| 1940  | 1031      |
| 1950  | 1068      |
| 1960  | 1163      |
| 1970  | 1231      |
| 1980  | 1459      |
| 1990  | 1882      |
| 1995  | 1460      |
| 2000  | 1803      |
| 2005  | 2033      |
| 2010  | 2242      |
| 2020  | 2638      |